# Ǵuzemelci
Ǵuzemelci (makedonska: Ѓуземелци) är en ort i Nordmakedonien. Den ligger i kommunen Lozovo, i den centrala delen av landet, 40 kilometer sydost om huvudstaden Skopje. Ǵuzemelci ligger 380 meter över havet och antalet invånare är 128.